# Guilde de Kanuti
La Guilde de Kanuti ou guilde des Canutes  (en estonien : Kanuti gild) ou guilde de Saint-Canute (en estonien : Püha Kanuti gild) était de 1326 à 1920 une guilde de marchands de la ville de Tallinn en Estonie.

## Histoire
Le nom de guilde de Kanuti vient du protecteur de la guilde de Saint-Knud, Knud Lavard (1096−1131), fils de Éric Ier de Danemark Duc de Schleswig. Il est fait mention de la guilde pour la première fois à Tallinn en 1326 mais il semble qu´elle ait été créée au XIIIe siècle. 
Initialement, la guilde était une fraternité spirituelle. Par la suite, elle rassembla les artisans de Tallinn principalement les orfèvres, boulangers, chapeliers, artistes et cordonniers, sous les ordres d´un "Ältermann". Les membres étaient principalement d´origine allemande et formaient sans doute une élite. L´apogée de la guilde eut lieu au XVIe siècle. 
En 1326, la guilde possédait une maison au centre de Tallinn puis vers 1470 un nouveau bâtiment voisin fut construit où chaque année a lieu une fête pour l´intronisation des nouveaux membres. En 1863-1864, l´ensemble fut reconstruit dans un style Tudor avec sur la façade des représentations de Knut IV de Danemark et Martin Luther.
À la suite de la dissolution de la guilde en 1920, le bâtiment abrita l´Université de technologie de Tallinn jusqu'en 1932. Aujourd'hui, le bâtiment est devenu une salle de spectacle (théâtre et concert)

## Référence
- Mänd, Anu: "Tallinna Kanuti gild ja selle oldermannid keskajal." In: Modus vivendi II (= Vana Tallinn XVI (XX)). Tallinn 2005, S. 129-157.